# Nemesis (스트라토바리우스의 음반)
《Nemesis》는 핀란드 파워 메탈 밴드 스트라토바리우스의 정규 12번째 앨범이다

## 구성원
- 티모 코티펠토 - 보컬
- 옌스 요한슨 - 키보드
- 롤프 필브 - 드럼
- 로리 포라 - 베이스 기타
- 마티아스 쿠피아이넨 - 기타